# گریما
شهر گریمادر ایالت زاکسن در کشور آلمان واقع شده‌است.

## نگارخانه

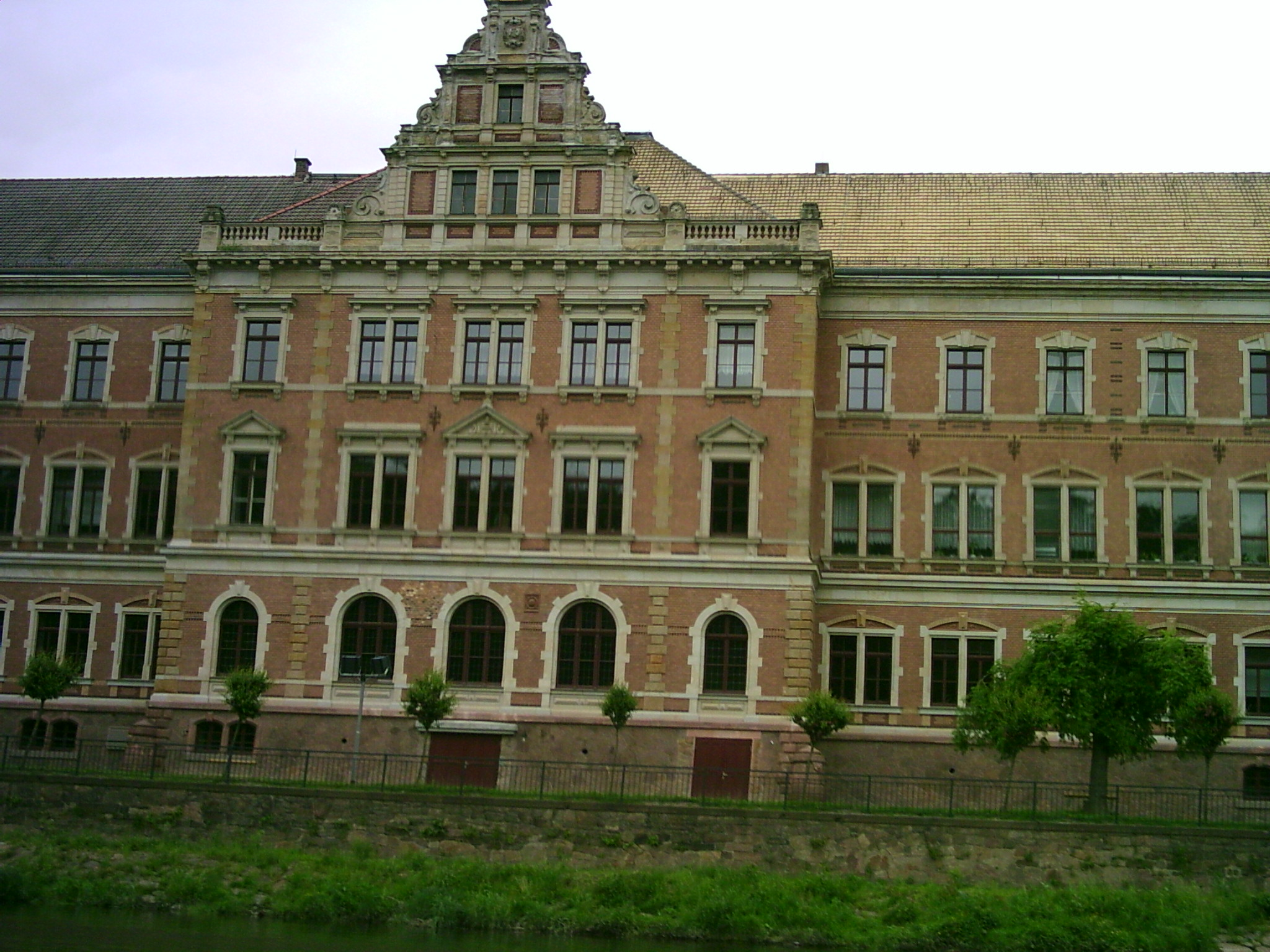
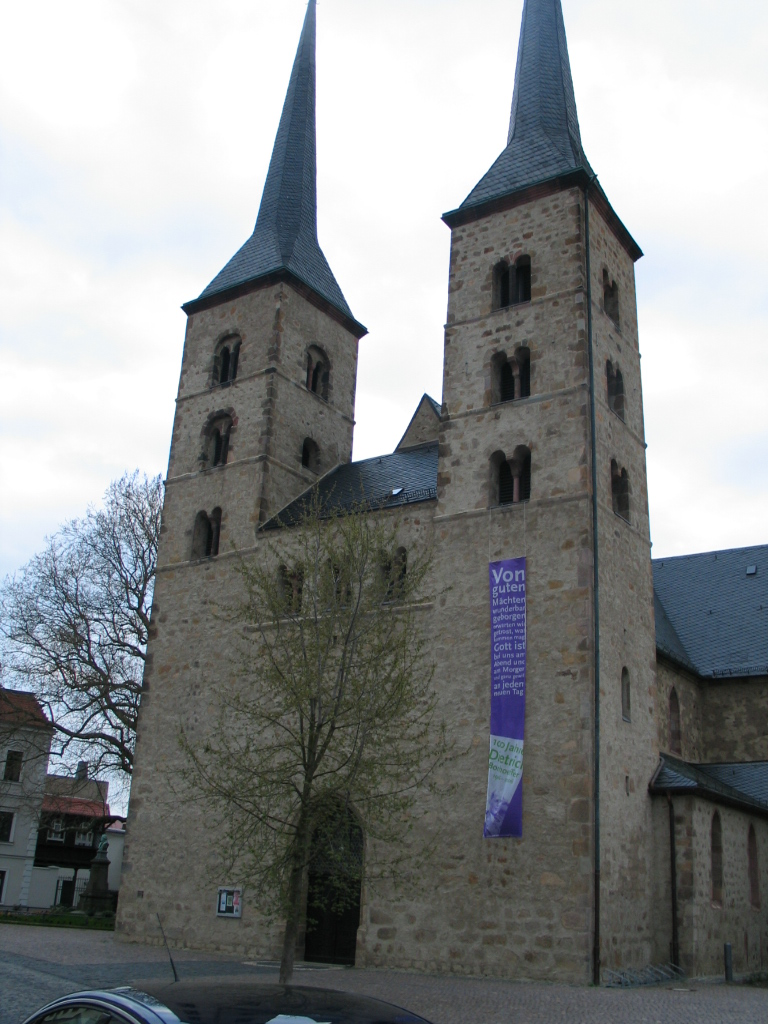
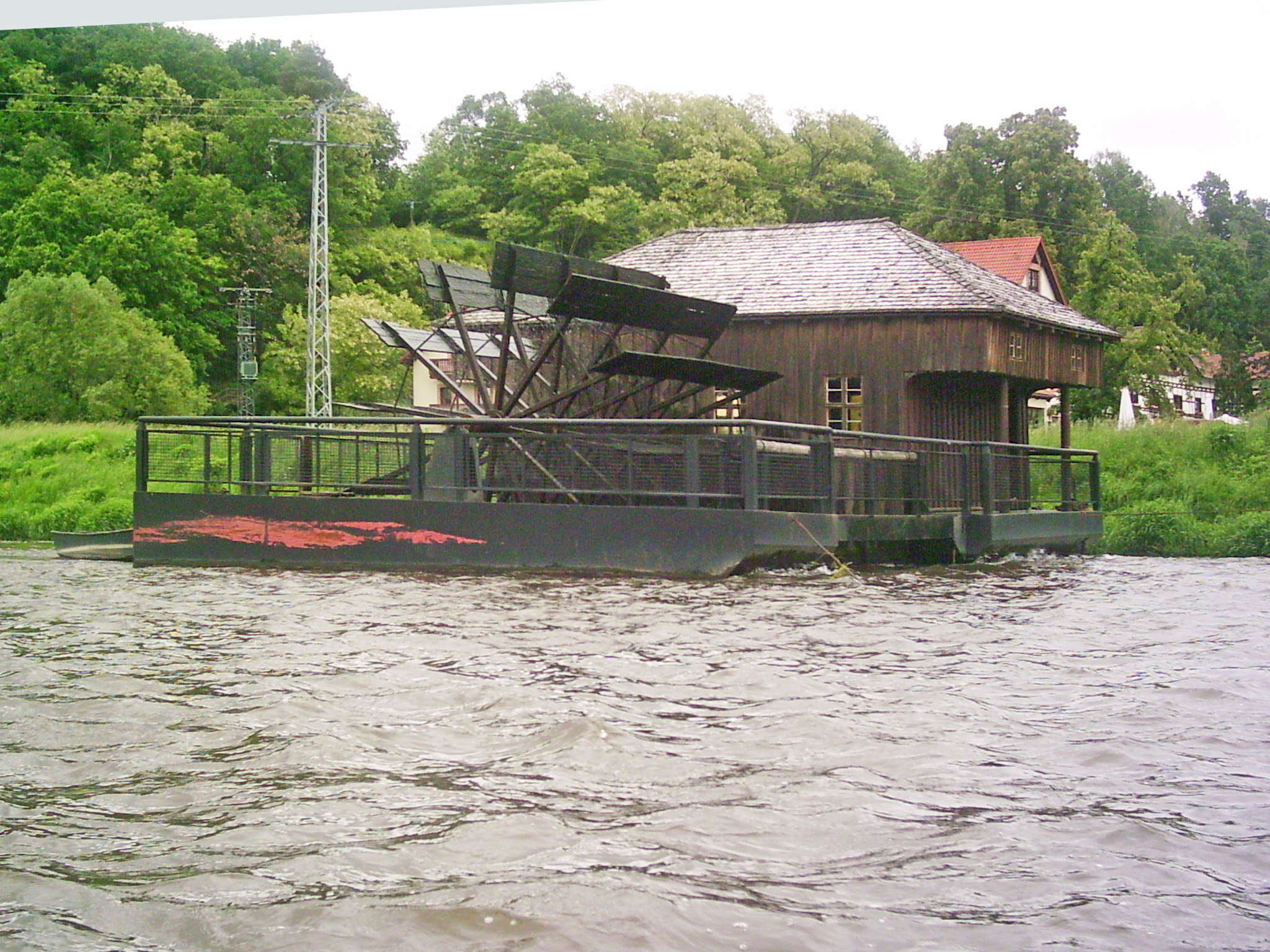
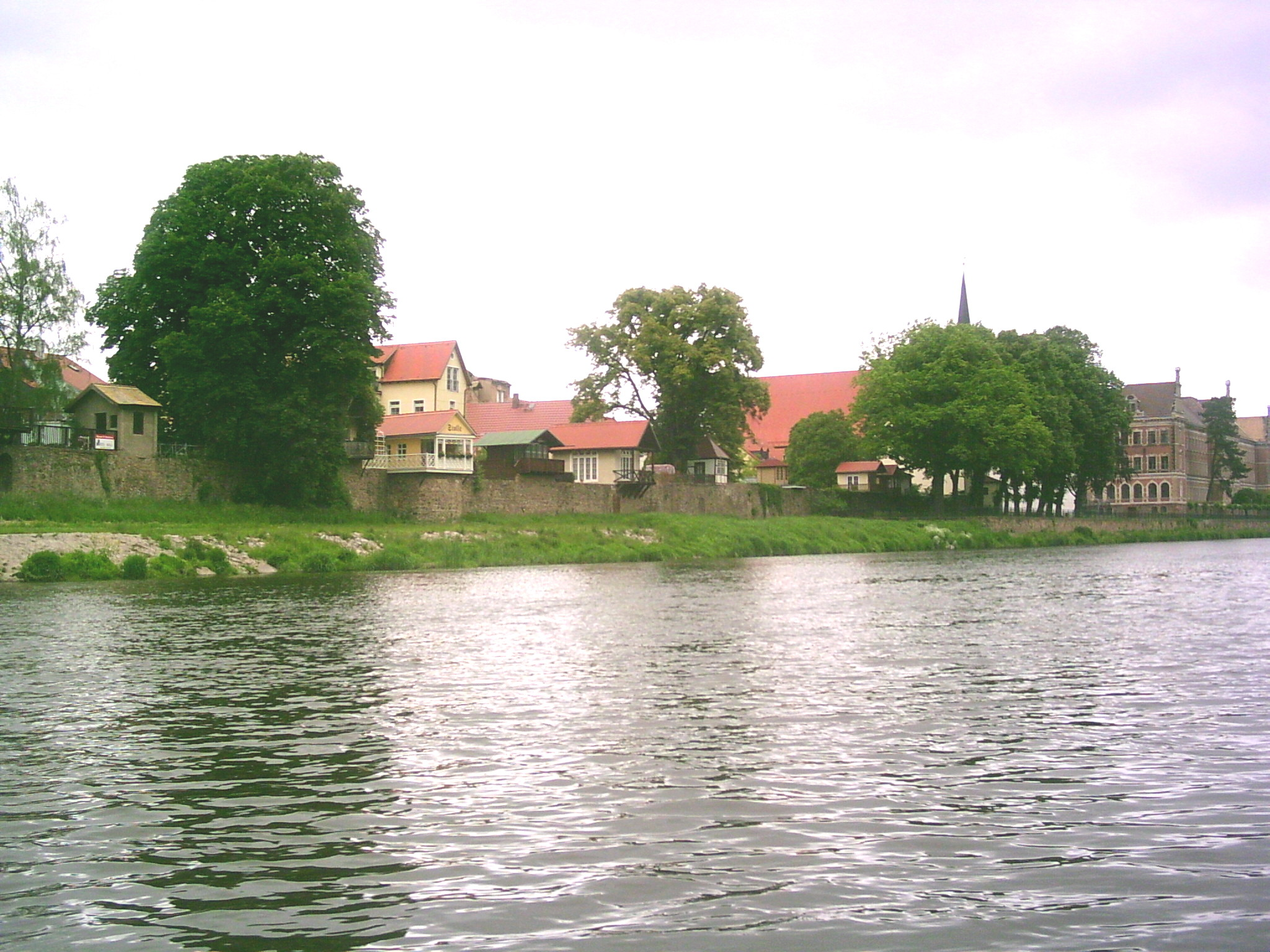
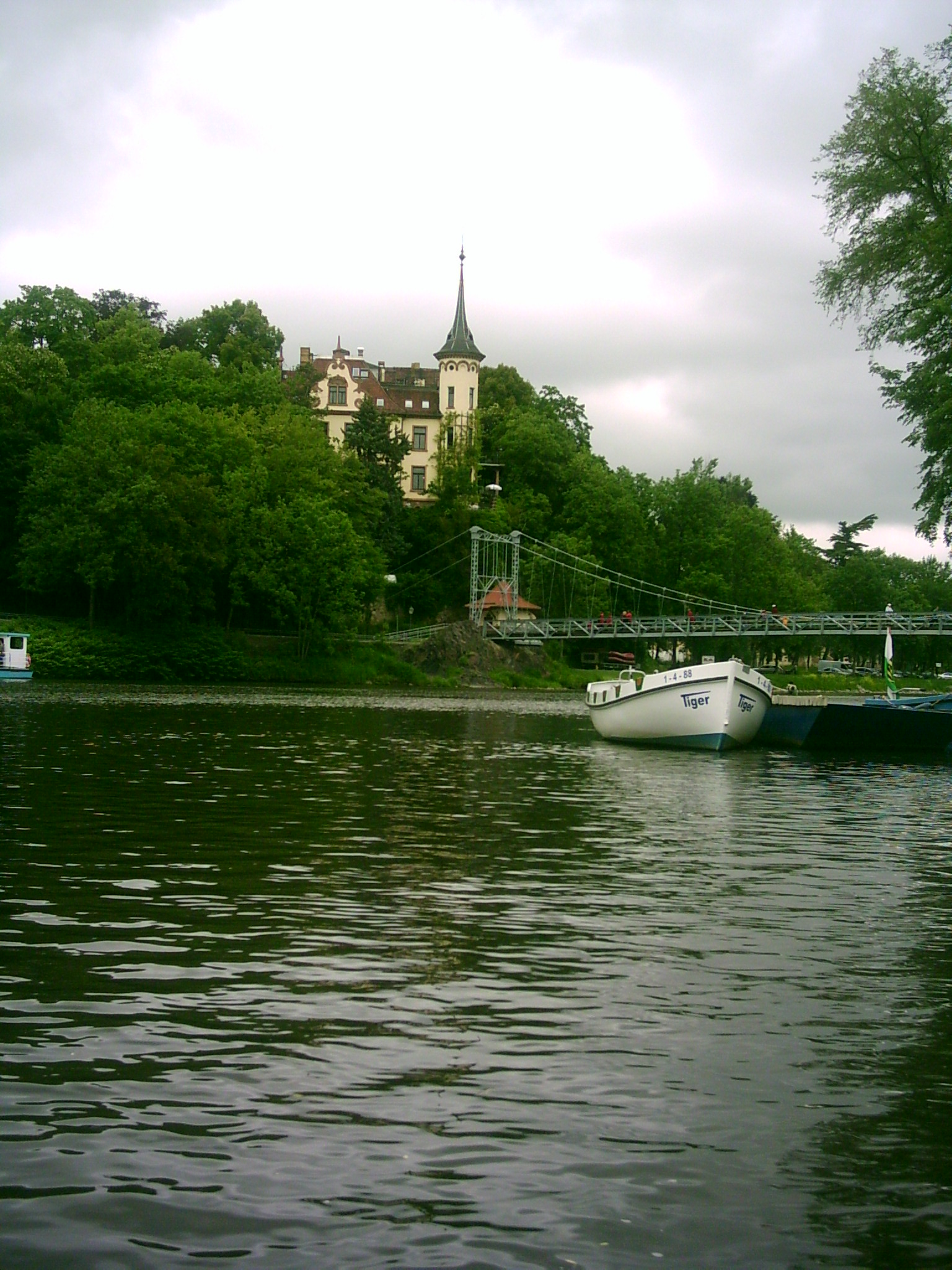
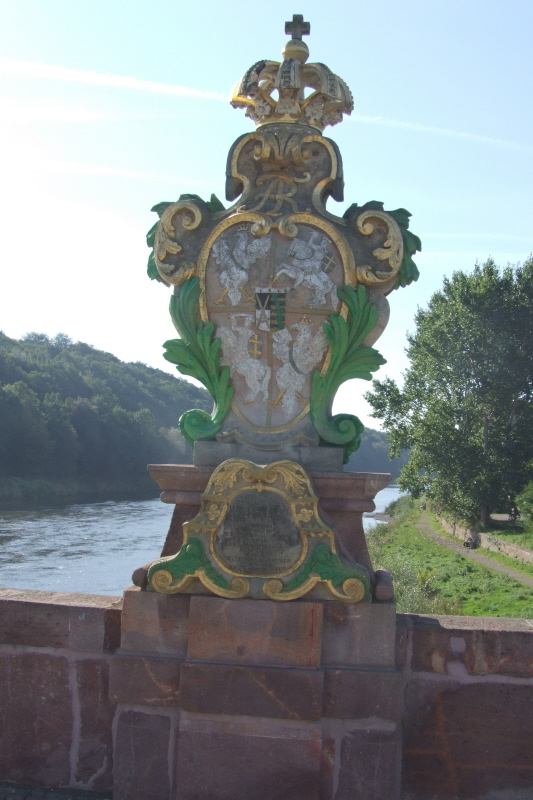
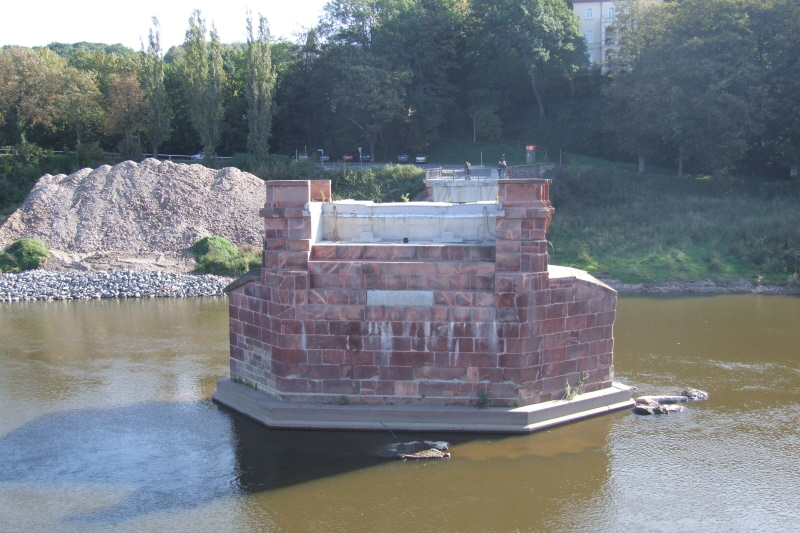
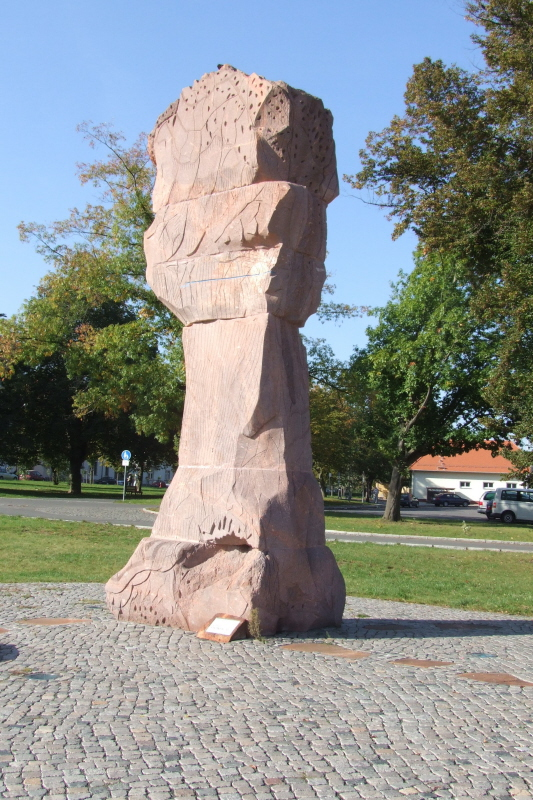